# Alef (zbiór opowiadań)

Alef (hiszp. El Aleph) – zbiór opowiadań argentyńskiego pisarza Jorge Luisa Borgesa, opublikowany w 1949.
W 1952 Borges do pierwotnego zbioru włączył cztery opowiadania: Ibn Hakam al-Bokhari zabity w swym labiryncie, Dwaj królowie i dwa labirynty, Oczekiwanie, Człowiek w progu.

## Zawartość tomu
- Nieśmiertelny (Los inmortales)
- Nieboszczyk (El Muerto)
- Teologowie (Los teólogos)
- Historia wojownika i branki (Historia del guerrero y la cautiva)
- Biografia Tedea Isidora Cruza	(Biografía de Tadeo Isidoro Cruz (1829-1874))
- Emma Zunz (Emma Zunz)
- Dom Asteriona (La casa de Asterión)
- Powtórna śmierć (La otra muerte)
- Deutsches requiem (Deutsches réquiem)
- Dociekania Awerroesa (La busca de Averroes)
- Zahir (El zahir)
- Pismo boga (La escritura del Dios)
- Ibn Hakam al-Bokhari zabity w swym labiryncie (Abenjacán el Bojarí, muerto en su laberinto)
- Dwaj królowie i dwa labirynty (Historia de los dos reyes y los dos laberintos, como nota de Burton)
- Oczekiwanie (La espera)
- Człowiek w progu (El hombre en el umbral)
- Alef (El Aleph)

Borges w swoich utworach odwołuje się do motywów starożytnych (Nieśmiertelny, Dom Asteriona), ale także arabskich (Dociekania Awerroesa) oraz indyjskich (Człowiek w progu). Część z opowiadań rozgrywa się w Buenos Aires, inne na południowoamerykańskiej pampie. Bohaterem Deutsches réquiem jest nazistowski zbrodniarz.